# Wkroczenie Armii Czerwonej do Polski w latach 1944–1945

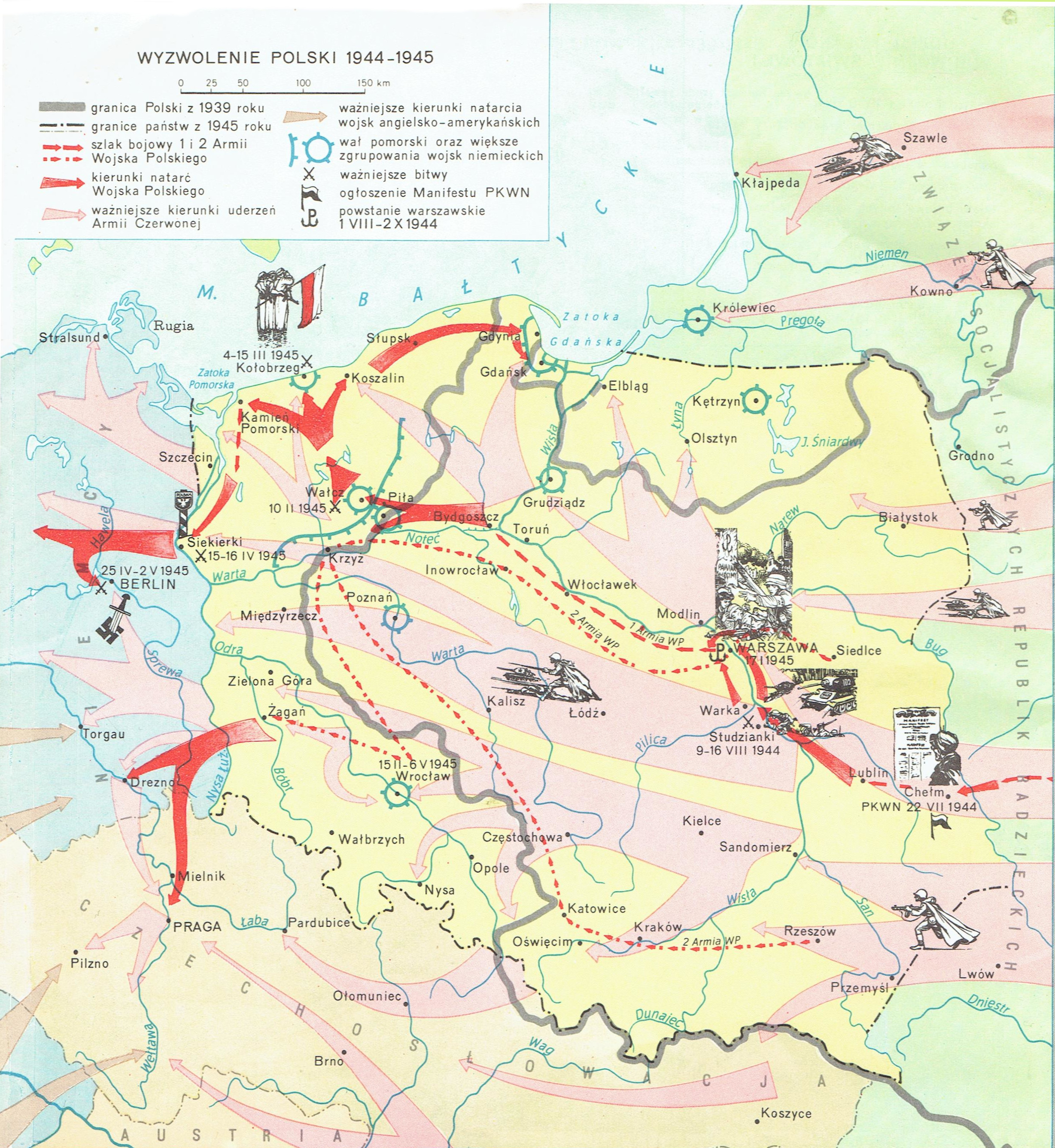
Operacje Armii Czerwonej na terytorium Polski

Wkroczenie Armii Czerwonej do Polski w latach 1944–1945 – na przedwojenne terytorium Polski miało miejsce już w nocy z 3 na 4 stycznia 1944 roku w okolicach Rokitna na Wołyniu. Po klęsce Wehrmachtu w bitwie na łuku kurskim (5 lipca - 23 sierpnia 1943) Armia Czerwona przejęła ostatecznie inicjatywę strategiczną na froncie wschodnim i rozpoczęła marsz na zachód w kolejnych operacjach ofensywnych skierowanym przeciw wojskom niemieckim i siłom ich sojuszników. Pod koniec operacji Bagration ZSRR kontrolował całą Białoruś i wkroczył głęboko na terytorium Polski, przekracząjąc w lipcu 1944 linię demarkacyjną pomiędzy III Rzeszą a ZSRR ustanowioną 28 września 1939. Żołnierze sowieccy przebywali w Polsce 49 lat, ostatni opuścili Polskę 17 września 1993.

## Kierunki natarcia i operacje Armii Czerwonej
Pierwszy etap zajmowania ziem polskich znajdujących się w obecnych granicach trwał od lipca do października 1944 r. i nastąpił w toku dwóch zaczepnych operacji strategicznych: białoruskiej i lwowsko-sandomierskiej Armii Czerwonej. Jakkolwiek w drugiej połowie lipca, trwająca od 23 czerwca, ofensywna działalność Armii Czerwonej charakteryzująca się dużym rozmachem i wysokim tempem działań zaczęła tracić na impecie, na skutek oddalenia w toku wielkiej operacji białoruskiej o 550-600 km od pozycji wyjściowych. W walkach uczestniczyło także ludowe Wojsko Polskie utworzone na mocy dekretu Krajowej Rady Narodowej z 21 lipca 1944 r. w wyniku połączenia Armii Ludowej i Armii Polskiej w ZSRR.
Na zapleczu frontu masową działalność represyjną wobec Polaków rozpoczynały formacje NKWD i Smiersz, aresztując, wywożąc w głąb ZSRR i mordując tysiące obywateli Polski z zajmowanych przez Armię Czerwoną terenów.
Po zajęciu Lublina 23 lipca 1944 r. lewoskrzydłowe związki 1 Frontu Białoruskiego, w którego składzie walczyły m.in. jednostki 1 Armii Wojska Polskiego, dotarły w kilka dni później do Wisły w rejonie Dęblina i Puław, a następnie zawróciły na północ z zamiarem wyjścia w widły Wisły i Bugo-Narwi, jednak 1 sierpnia zostały zatrzymane przez nieprzyjaciela i musiały przejść do walk obronnych. Natomiast wojska 2 Frontu Białoruskiego zajęły 27 lipca Białystok, a 13 września doszły do Łomży, gdzie zostały zatrzymane przez siły niemieckie. Z kolei związki 1 Frontu Ukraińskiego dotarły 29 lipca do Wisły w rejonie Józefowa, Zawichostu i Baranowa, a 2 sierpnia zajęły Rzeszów i Kolbuszową. W tym mniej więcej czasie oddziałom 1 Frontu Białoruskiego udało się utworzyć i rozwinąć pierwsze przyczółki na zachodnim brzegu Wisły. – najpierw w rejonie Puław, a później Magnuszewa. Tam też między 9 a 16 sierpnia oddziały 1 Brygady Pancernej im. Bohaterów Westerplatte stoczyły razem z Armią Czerwoną zwycięską bitwę pod Studziankami. Ponadto w drugiej połowie sierpnia nowy przyczółek nad Wisłą w rejonie Sandomierza utworzyły także jednostki 1 Frontu Ukraińskiego. Wszystkie te przyczółki były nieustannie i zaciekle atakowane przez nieprzyjaciela, który dążył do ich natychmiastowej likwidacji zdając sobie z poważnego zagrożenia jakie one stanowiły. W walkach o przyczółki: puławsko-dębliński i warecko-magnuszewski obok wielu żołnierzy Armii Czerwonej poległo i zmarło na skutek odniesionych ran ok. 950 żołnierzy 1 armii WP.
Armii Czerwonej nie udało się jednak rozszerzyć zdobytych przyczółków i podjąć dalszych działań zaczepnych przeciwko siłom niemieckim na zachodnim brzegu Wisły. W momencie wybuchu Powstania warszawskiego w rejonie Radzymina, Wołomina i Okuniewa doszło do największej na terytorium Polski bitwy pancernej, w której 2 armia pancerna gen. Siemiona Bogdanowa – idąca na Warszawę – w starciu z potężnym ugrupowaniem Tygrysów i Panter nie osiągnęła celów strategicznych, tracąc 284 czołgi i działa pancerne. W ten sposób bezpośrednie natarcie Armii Czerwonej na Warszawę zostało zatrzymane. Potwierdziła to decyzja polityczna Józefa Stalina o wstrzymaniu działań zaczepnych Armii Czerwonej na tym odcinku frontu.
Nie udało się również podjąć działań zaczepnych z przyczółków zdobytych na zachodnim brzegu Wisły. Sytuacja uległa poprawie w połowie września, kiedy to – mimo silnej obrony niemieckiej – oddziały Armii Czerwonej i 1 Dywizji Piechoty im. Tadeusza Kościuszki, 1 Brygady Pancernej im. Bohaterów Westerplatte i 13 pułku artylerii pancernej oraz Armii Czerwonej zajęły prawobrzeżną dzielnicę Warszawy - Pragę.
Od 13 września rozpoczęły się zrzuty broni i amunicji dla powstańców warszawskich. Tragicznie i niepomyślnie zakończyła się próba udzielenia pomocy powstańcom ze strony trzech pułków 1 armii Wojska Polskiego, zarządzona rozkazem dowódcy armii gen. Zygmunta Berlinga w porozumieniu z dowództwem 1 Frontu Białoruskiego. Oddziały 3 Dywizji Piechoty im. Romualda Traugutta (9 i 8 pułk piechoty) po sforsowaniu Wisły utworzyły przyczółki na Czerniakowie i Solcu, gdzie przez 8 dni (do 23 września) wraz z powstańcami toczyły bohaterskie walki z przeważającymi siłami nieprzyjaciela. Jeszcze krócej, choć równie mężnie, biły się na przyczółku żoliborskim oddziały 2 Dywizji Piechoty im. Henryka Dąbrowskiego, które również uległy przewadze wroga i pod silnym ogniem musiały się wycofać na Pragę. Straty żołnierzy na przyczółkach, głównie trauguttowców, wyniosły ponad 3700 zabitych, rannych oraz zaginionych bez wieści.
Ofencywa Armii Czerwonej na froncie polskim została wstrzymana decyzją Józefa Stalina na okres czterech miesięcy. W tej pierwszej ofensywie Armii Czerwonej zajęto ziemie polskie między Bugiem, Wisłą, Wisłoką a Karpatami: obszar tzw. Polski Lubelskiej. Armia Czerwona prowadziła w tym czasie intensywne działania wojenne na Bałkanach, zajmując terytorium Rumunii, atakując Bułgarię i docierając do Budapesztu na terytorium Węgier. 19 września 1944 został zawarty w Moskwie rozejm w wojnie ZSRR z Finlandią (wojna kontynuacyjna).
12 stycznia 1945 r. Armia Czerwona przy udziale ludowego Wojska Polskiego, z przyczółków nad Wisłą podjęła ofensywę, która w ciągu kilku tygodni doprowadziła nie tylko do zajęcia Polski centralnej, lecz także znacznych obszarów nad Bałtykiem, Odrą i Nysą Łużycką. Nastąpiło to w wyniku kilku operacji zaczepnych Armii Czerwonej: wschodniopruskiej, wiślańsko-odrzańskiej, pomorskiej, opolskiej i dolnośląskiej. Operacja wschodniopruska, która 25 kwietnia zakończyła się likwidacją okrążonych sił niemieckich w Prusach Wschodnich, pozwoliła Armii Czerwonej w końcu stycznia dotrzeć do wybrzeży Bałtyku w rejonie Elbląga oraz nad Zalew Wiślany na północ i na południe od Królewca. Powstały w ten sposób korzystne warunki do przeprowadzenia operacji wiślańsko-odrzańskiej, która otworzyła drogę na Berlin. W czasie operacji wiślańsko-odrzańskiej nasileniu uległo zjawisko rabunków dokonywanych przez żołnierzy Armii Czerwonej i gwałtów na kobietach na zajmowanych terytoriach, które po przekroczeniu przedwojennej granicy polsko-niemieckiej przybrały charakter masowy.
Podejmując natarcie z przyczółków pod Magnuszewem, Puławami i Sandomierzem wojska 1 Frontu Białoruskiego i 1 Frontu Ukraińskiego wyszły w pierwszych dniach lutego 1945 r. na linię Odry na południe od Cedyni, przełamując międzyrzecki rejon umocniony i Wał Pomorski oraz uchwyciły przyczółki na zachodnim brzegu Odry na północ i południe od Wrocławia oraz na południe od Opola. W toku pozostałych operacji (pomorskiej od 10 lutego do końca marca, dolnośląskiej od 8 do 24 lutego oraz opolskiej od 15 do 31 marca) zajęto przedwojenne terytoria III Rzeszy do linii Odry i Nysy Łużyckiej. Tylko Szczecin z okolicami oraz wyspy Wolin i Uznam, delta Wisły i półwysep Helski, część Sudetów i część Śląska Cieszyńskiego zajęte zostały dopiero w ramach operacji berlińskiej i praskiej pod koniec kwietnia i na początku maja 1945 r.. Blisko 600 tysięcy żołnierzy Armii Czerwonej poległo w walkach na powojennym terenie Polsce.

## Daty zdobycia ważniejszych miast polskich przez Armię Czerwoną[9]
| Nazwa miejscowości  | Data zdobycia      | Przez kogo                                                                                                |
| ------------------- | ------------------ | --- |
| Białystok           | 27. 07. 1944 r.    | 2 Front Białoruski: 3 Armia                                                                               |
| Bydgoszcz           | 23. 01. 1945 r.    | 1 Front Białoruski: 2 Armia pancerna gwardii; 47 armia; 1AWP (1 BPanc, 1 BK, 8 pp); 2 KK gw.              |
| Częstochowa         | 16-17. 01. 1945 r. | 1 Front Ukraiński: 3 Armia pancerna gwardii — 7 Korpus pancerny,; 5 Armia gwardii — 32 korpus armijny     |
| Gdańsk              | 30. 03. 1945 r.    | 2 Front Białoruski: 2AUd; 65 A; 49 A; 70 A; 1 BPanc. WP                                                   |
| Gorzów Wielkopolski | 31. 01. 1945 r.    | 1 Front Białoruski: 5 AUd.                                                                                |
| Katowice            | 27. 01. 1945 r.    | 1 Fr. U.: 59 A — 115 KA; 4 SKPanc. gw.; 60 i 21 A; 3 APanc. gw.                                           |
| Kielce              | 15. 01. 1945 r.    | 1 Front Ukraiński: — 3 A gw. — 76 KA; 13 A — 102 KA; 4 APanc.; 25 SKPanc.                                 |
| Koszalin            | 4-5. 03. 1945 r.   | 2 Fr. B.: 19 A (310, 272 i 313 DP); 3 SKPanc, gw.                                                         |
| Kraków              | 19. 01. 1945 r.    | 1 Front Ukraiński: 59 A, 60 A; 4 SKPanc. gw.                                                              |
| Lublin              | 24. 07. 1944 r.    | 1 Fr. B.: 2 APanc.; 8 A gw. — 28 KA gw                                                                    |
| Łódź                | 19. 01. 1945 r.    | 1 Fr. B.: 8 A gw. — 28 KA gw. (82 DP); 69 A; 1 APanc. gw.; 9 i 11 SKPanc.; 1 Fr. U.: 4 APanc. (16 BPanc.) |
| Olsztyn             | 22. 01. 1945 r.    | 2 Fr. B.: 3 KK gw. — 5 i 6 DK gw.                                                                         |
| Opole               | 24. 01. 1945 r.    | 1 Fr. U.: 3 APanc. gw. — 6 KPanc.; 5 A gw. — 34 KA; 21 A— 117 KA (120 DP)                                 |
| Poznań              | 23. 02. 1945 r.    | 1 Fr. B.: 1 APanc. gw.; 8 A gw.; 69 A; 2 AWP — 7 DP (35 pp), 4 DAPLot.;4 MDL                              |
| Rzeszów             | 2. 08. 1944 r.     | 1 Fr. U.: 60 A; 13 A — 102 KA                                                                             |
| Szczecin            | 26. 04. 1945 r.    | 2 Fr. B.: 65 A — 105 KA (193 DP); 2 AUd.                                                                  |
| Toruń               | 1. 02. 1945 r.     | 2 Fr. B.: 70 A — 47 KA; 1 Fr. B.: 47 A — 125 KA; 2 KK gw.                                                 |
| Warszawa            | 17. 01. 1945 r.    | 1 Fr. B.: 1 AWP; 47 A; 61 A; 2 APanc. gw.                                                                 |
| Wrocław             | 6. 05. 1945 r.     | 1 Fr. U.: 6 A                                                                                             |
| Zielona Góra        | 14. 02. 1945 r.    | 1 Fr. U.: 3 A gw. — 21 KA                                                                                 |

## Upamiętnienie
Walki toczone przez Armię Czerwoną na terytorium Polski zostały w okresie PRL upamiętnione licznymi monumentami i tablicami, których liczba wynosiła blisko 650. Po transformacji ustrojowej w Polsce i wejściu w życie ustawy z 1 kwietnia 2016 o zakazie propagowania komunizmu lub innego ustroju totalitarnego przez nazwy budowli, obiektów i urządzeń użyteczności publicznej są one jednak sukcesywnie usuwane i nie pozostało ich więcej niż 100. Poniższa lista przedstawia niektóre miejscowości, w których wzniesione zostały pomniki ku czci Armii Czerwonej:

### Baszków
- Pomnik żołnierzy Armii Czerwonej[15].

### Białystok
- Pomnik Wdzięczności na cmentarzu komunalnym. Spoczywają tu prochy 490 żołnierzy radzieckich, poległych w walkach o wyzwolenie miasta. Projekt pomnika – Jan Ślusarczyk.

### Bielsko-Biała
- Pomnik Bohaterów Armii Czerwonej – stoi od 1968 roku na Cmentarzu Żołnierzy Radzieckich
- Pomnik Wdzięczności Armii Radzieckiej – stał w latach 1949-1990 przed katedrą św. Mikołaja
- Pomnik Wdzięczności Armii Radzieckiej – stał w latach 1949–1990 na placu Ratuszowym

### Bolesławiec
- Pomnik Wdzięczności żołnierzom Armii Radzieckiej wzniesiony na cmentarzu wojskowym, gdzie spoczywają polegli żołnierze 1 Frontu Ukraińskiego walczący z hitlerowskimi oddziałami pancernymi.
- Pomnik Bohatera Związku Radzieckiego generała majora W.K. Maksimowa na cmentarzu wojennym żołnierzy radzieckich.

### Buczkowice
- Pomnik Wdzięczności Armii Czerwonej w Buczkowicach.

### Busko-Zdrój
- Pomnik Armii Czerwonej[16].

### Byczyna
- Pomnik Armii Czerwonej[17].

### Bydgoszcz
- Pomnik Wdzięczności wzniesiony w centrum miasta ku czci Armii Radzieckiej. Projekt pomnika - Jan Kossowski.
- Obelisk na cmentarzu żołnierzy Armii Radzieckiej poległych w czasie walk o wyzwolenie miasta. Na cmentarzu pochowanych jest ponad 1300 żołnierzy z 1 Frontu Białoruskiego. Projekt pomnika - J. Kossowski.

### Chorzów
- Pomnik Wdzięczności Armii Radzieckiej, która w dniu 28 stycznia 1945 r. wyzwoliła miasto. Pomnik został wzniesiony w Parku im. Bohaterów Stalingradu. Projekt pomnika — Jerzy Kwiatkowski, T. Wieczonek.

### Ciechocinek
- Pomnik Wdzięczności wzniesiony w hołdzie żołnierzom Armii Radzieckiej. Projekt pomnika - Jerzy Mazurczyk, R. Mann.

### Częstochowa
- Pomnik Wdzięczności Armii Radzieckiej – istniał na placu Biegańskiego; wyobrażał żołnierza trzymającego w dłoni gałązkę oliwną
- Pomnik Zwycięstwa Armii Radzieckiej – istniał na placu Daszyńskiego
- Radziecki Czołg – Symbol Hołdu Dla "Bratniej" Armii – istniał na Tysiącleciu
- Tablica pamiątkowa na miejscu kaźni tysięcy jeńców radzieckich zamordowanych przez hitlerowców w latach 1941–1945.

### Czechowice-Dziedzice
- Pomnik Braterstwa Broni[18].

### Czeszew
- Pomnik Armii Czerwonej[19].

### Dukla
- Pomnik żołnierzy Armii Radzieckiej, którzy w połowie września 1944 r. polegli w tym rejonie oraz na terenie powiatów krośnieńskiego i jasielskiego. Projekt pomnika - S. Smoczeński, S. Pomprowicz.
- Na cmentarzu wojennym tablica ku czci żołnierzy radzieckich i czechosłowackich oraz żołnierzy i partyzantów polskich poległych w okolicach Dukli w walce z hitlerowskim okupantem.

### Garwolin
- Pomnik Żołnierzy Armii Radzieckiej i odrodzonego Wojska Polskiego, poległych podczas zaciętych walk w okolicach Garwolina w końcu lipca 1944 r.

### Gdańsk
- Brama Oliwska. Pomnik żołnierzy Armii Radzieckiej wzniesiony na cmentarzu wojennym, gdzie pochowanych zostało około 3000 żołnierzy 65 Armii poległych w walkach o zdobycie Gdańska.

### Gdynia
- Pomnik Wdzięczności wzniesiony w hołdzie żołnierzom Armii Radzieckiej - wyzwolicielom ziemi gdańskiej. Projekt pomnika - Marian Wnuk.

### Głogówek
- Pomnik Wdzięczności Armii Czerwonej w Parku Miejskim[20].

### Głuchowo
- Pomnik poległych żołnierzy radzieckich

### Elbląg
- Pomnik Wdzięczności Armii Czerwonej.

### Gorzów Wielkopolski
- Pomnik na cmentarzu wojskowym wzniesiony ku czci spoczywających tu żołnierzy radzieckich z 5 Armii 1 Frontu Białoruskiego, poległych w walkach o zdobycie ziemi gorzowskiej. Na cmentarzu pochowano w zbiorowych mogiłach ponad 5000 żołnierzy.
- Pomnik Wdzięczności Armii Radzieckiej, wzniesiony w centralnym punkcie miasta.

### Kalisz
- Pomnik na cmentarzu żołnierzy radzieckich z 33 Armii 1 Frontu Białoruskiego. Projekt pomnika - Antoni Karolak.

### Katowice
- Pomnik Żołnierzy Radzieckich na radzieckim cmentarzu wojskowym w Parku Kościuszki (do maja 2014 pomnik stał na placu Wolności). Projekt pomnika — Stanisław Marcinów[21].

### Kazimierz Dolny
- Pomnik na cmentarzu wojennym 8360 żołnierzy radzieckich, którzy polegli w lipcu 1944 r. w walkach o wyzwolenie tych terenów przy forsowaniu Wisły. Na pomniku tablica pamiątkowa.

### Kąty Wrocławskie
- Cmentarz 213 żołnierzy 5 Armii Gwardii i 4 Korpusu Pancernego Gwardii, poległych w lutym 1945 r. w czasie walk z pancernymi wojskami hitlerowskimi.

### Kielce
- Pomnik Wdzięczności żołnierzom 1 Frontu Ukraińskiego Armii Radzieckiej - poległym w walkach o wyzwolenie Kielc.

### Kluczbork
- Pomnik Wdzięczności żołnierzom Armii Radzieckiej.
- Tablica pamiątkowa ku czci Bohatera Związku Radzieckiego Mikołaja Rigaczina, który poległ zasłaniając własnym ciałem ogień hitlerowskiego karabinu maszynowego.

### Koło
Pomnik Armii Czerwonej na cmentarzu wojennym w Kole.

### Kołobrzeg
- Pomnik i cmentarz żołnierzy Armii Radzieckiej i Wojska Polskiego. Na cmentarzu pochowanych jest ponad 1300 żołnierzy 1 Frontu Białoruskiego i 1 Armii Wojska Polskiego.
- Latarnia morska z wmurowaną tablicą pamiątkową ku czci poległych żołnierzy Wojska Polskiego i Armii Radzieckiej, walczących o zdobycie Kołobrzegu.

### Kostrzyn nad Odrą
- Pomnik i cmentarz żołnierzy Armii Radzieckiej. Ponad miesiąc trwały zacięte boje żołnierzy 5 Armii Uderzeniowej, 8 Armii Gwardii i 2 Armii Pancernej Gwardii 1 Frontu Białoruskiego z wojskami hitlerowskimi. Poległych pochowano w 51 zbiorowych i pojedynczych mogiłach na cmentarzu wojskowym.

### Koszalin
- Pomnik Zwycięstwa wzniesiony ku czci Armii Radzieckiej, która w dniu 4 marca 1945 r. zdobyła miasto i ziemię koszalińską. Projekt pomnika - Wiktor Tołkin.

### Koźle
- Pomnik Wdzięczności Armii Radzieckiej, której jednostki zdobyły Koźle. Projekt pomnika - Z. Wawrzynowicz.

### Kraków
- Pomnik Iwana Koniewa, po zdemontowaniu w 1991 roku[22] został przekazany władzom miasta Kirow[23].
- Pomnik żołnierzy radzieckich 1 Frontu Ukraińskiego poległych w czasie walk o wyzwolenie miasta. Projekt pomnika - Karol Muszkiet, J. Gołąb, Marcin Bukowski.
- Kwatera żołnierzy Armii Radzieckiej poległych w dniu 18 stycznia 1945 r. w czasie walkach o wyzwolenie Krakowa.
- Kraków-Rakowice. Cmentarz żołnierzy radzieckich poległych w walce o wyzwolenie Krakowa.

### Krosno
- Pomnik Armii Czerwonej[24].

### Krynica Morska
- Pomnik Armii Czerwonej[25].

### Legnica
- Pomnik Wdzięczności żołnierzom Armii Radzieckiej poległym w walkach o zdobycie miasta. Projekt pomnika - Józef Gazy.

### Lesko
- Pomnik upamiętniający żołnierzy Armii Czerwonej (usunięty w kwietniu 2021).

### Lębork
- Symbole Armii Czerwonej na cmentarzu[26].

### Lidzbark Warmiński
- Pomnik Wdzięczności Armii Radzieckiej[27].

### Lublin
- Pomnik Wdzięczności żołnierzom radzieckim 2 Armii Pancernej 1 Frontu Białoruskiego pod dowództwem gen. Siemiona Bogdanowa, którzy w dniu 24 lipca 1944 r. wyzwolili miasto.

### Łambinowice
- Pomnik na miejscu byłego obozu jeńców wojennych, gdzie w latach hitlerowskiego terroru zamordowano wiele tysięcy żołnierzy z różnych państw antyhitlerowskiej koalicji. Ogółem w obozie oraz w jego filiach i komandach zginęło ponad 100 000 jeńców w większości radzieckich. Zwłoki ofiar odnaleziono po wojnie w masowych grobach na terenie obozu. Obecnie znajduje się tu również Muzeum Jeńców Wojennych. Projekt pomnika - Jan Borowczak.

### Łódź
- Pomnik-Mauzoleum na cmentarzu żołnierzy Armii Radzieckiej i Wojska Polskiego. W walkach o wyzwolenie Łodzi w styczniu 1945 r. poległo ponad 700 żołnierzy radzieckich i polskich. Poległych pochowano na wspólnym cmentarzu wojskowym.

### Mielec
- Pomnik wdzięczności dla Armii Czerwonej[28].

### Mikolin
- Pomnik Żołnierzy Radzieckich w Mikolinie.

### Mińsk Mazowiecki
- Pomnik Armii Czerwonej[29].

### Nowy Sącz
- Pomnik żołnierzy Armii Radzieckiej wzniesiony na cmentarzu wojskowym, gdzie spoczywa 738 żołnierzy 1 Armii Gwardii 4 Frontu Ukraińskiego poległych na ziemi nowosądeckiej w walkach wyzwoleńczych z wojskami hitlerowskimi w styczniu 1945 r.
- Pomnik przy al. Wolności[30].

### Olsztyn
- Pomnik Wdzięczności ok. 4000 żołnierzy radzieckich z 3 Armii i 3 Korpusu Kawalerii Gwardii poległych w krwawych bojach o zdobycie Olsztyna. Projekt pomnika - Xawery Dunikowski.

### Opole
- Pomnik i cmentarz żołnierzy radzieckich 1 Frontu Ukraińskiego poległych w walkach o zdobycie miasta 24 stycznia 1945 r.

### Pieniężno
- Pomnik Iwana Czerniachowskiego[31].

### Poznań
- Pomnik Bohaterów – Pomnik-Mauzoleum żołnierzy 1 Frontu Białoruskiego Armii Radzieckiej poległych w walkach o Cytadelę w styczniu i lutym 1945 r. Polegli pochowani są na cmentarzu wojskowym na stokach Cytadeli. Projekt pomnika — Bazyli Wojtowicz, Kazimierz Bieńkowski, Czesław Woźniak. Stoi od 23 lutego 1946 roku przy Cmentarzu Bohaterów Radzieckich na Cytadeli
- Tablica pamiątkowa ku czci 19-letniego oficera Armii Radzieckiej Mikołaja Usolcewa poległego w walce o wyzwolenie Poznania.

### Pruchna
- Pomnik Armii Czerwonej[32].

### Prudnik
- Pomnik Wdzięczności Armii Czerwonej – stał w latach 1946–1990 na placu Wolności[33].
- Tablica pamiątkowa na elewacji I Liceum Ogólnokształcącego[33].

### Pułtusk
- Mauzoleum Żołnierzy Radzieckich z 2 Armii Uderzeniowej i 48 Armii 2 Frontu Białoruskiego poległych w czasie krwawych walk o wyzwolenie Pułtuska i okolic. Na cmentarzu spoczywa ponad 16 tysięcy poległych.

### Radowo Wielkie
- Pomnik Armii Czerwonej.

### Rawicz
- Pomnik ku czci Armii Czerwonej[34].

### Ruski Bród
- Pomnik ku czci poległych partyzantów, żołnierzy Wojska Polskiego i Armii Radzieckiej.

### Rząbiec
- Pomnik upamiętniający ofiary bitwy pod Rząbcem (rozebrany w 2018 r.)

### Rzecin
- Pomnik zwiadowców Armii Czerwonej.

### Rzeszów
- Pomnik Wdzięczności żołnierzom Armii Radzieckiej 60 Armii 1 Frontu Ukraińskiego, którzy w dniu 2 sierpnia 1944 r. wyzwolili miasto spod hitlerowskiej okupacji. (Plac Ofiar Getta w Rzeszowie)

### Sandomierz
- Pamiątkowa tablica na grobie pułkownika Armii Radzieckiej Wasyla Skopenki, który wraz ze swymi żołnierzami wyzwalał Sandomierz. Płk W.F. Skopenko poległ w województwie wrocławskim. Zgodnie z jego przedśmiertnym życzeniem został pochowany na cmentarzu w Sandomierzu wraz ze swymi żołnierzami.
- Cmentarz żołnierzy Armii Radzieckiej, poległych podczas walk w sierpniu 1944 r. oraz podczas ofensywy styczniowej w 1945 r.

### Sarnice
- Pomnik Armii Czerwonej[35].

### Sieradz
- Pomnik ku czci żołnierzy radzieckich poległych podczas walk w styczniu 1945 r. o wyzwolenie ziemi sieradzkiej spod okupacji hitlerowskiej. Pomnik wzniesiony został na cmentarzu wojskowym, gdzie obok żołnierzy polskich poległych we wrześniu 1939 r. spoczywają prochy 402 żołnierzy radzieckich z 33 Armii i 7 Korpusu Kawalerii Gwardii.

### Sokołowo
- Pomnik spadochroniarzy pod Sokołowem.

### Sopot
- Pomnik ku czci 646 żołnierzy radzieckich z 70 Armii i 3 Korpusu Pancernego Gwardii pochowanych na miejscowym cmentarzu wojskowym.

### Stargard
- Kolumna Zwycięstwa (na placu Wolności) - istniał w latach 1945-2017. Przy Mauzoleum znajduje się 200 grobów żołnierzy 61 Armii, wśród nich 6 Bohaterów Związku Radzieckiego.

### Szczecin
- Pomnik Wdzięczności wzniesiony ku czci żołnierzy radzieckich poległych w walkach o miasto.

### Szczecinek
- Pomnik ku czci żołnierzy Armii Radzieckiej i Wojska Polskiego poległych w walkach o wyzwolenie ziemi szczecineckiej. Projekt pomnika - Melchior Zapolnik.

### Świdnica
- Pomnik wzniesiony w hołdzie żołnierzom Armii Radzieckiej poległym w walkach z wojskami hitlerowskimi. Poległych pochowano na miejscowym cmentarzu wojennym.

### Tarnowskie Góry
- Pomnik Żołnierzy Armii Czerwonej – stał w latach 1945-1992 na placu Wolności

### Toruń-Glinki
- Pomnik Armii Czerwonej.

### Wałcz
- Pomnik na cmentarzu żołnierzy Wojska Polskiego i Armii Radzieckiej. Spoczywa tu 4390 żołnierzy 1 Armii WP i 1638 żołnierzy 47 Armii, którzy polegli w walce o wyzwolenie Wałcza i okolic. Projekt pomnika - Edmund Majkowski.

### Warszawa
- Pomnik Braterstwa Broni w Warszawie (pomnik istniał w latach 1945-2011)
- Pomnik Wdzięczności Żołnierzom Armii Radzieckiej w Warszawie, którzy w dniach 10—15 września 1944 r. toczyli walki z wojskami hitlerowskimi o wyzwolenie prawobrzeżnej Warszawy - Pragi. (pomnik istniał w latach 1946-2018)
- Pomnik-Mauzoleum na cmentarzu żołnierzy radzieckich poległych w dniach 16 i 17 stycznia 1945 r. w czasie walk o wyzwolenie stolicy Polski. Na cmentarzu otoczonym parkiem w kształcie pięcioramiennej gwiazdy znajduje się 540 zbiorowych i pojedynczych mogił. Projekt pomnika - Jerzy Jarnuszkiewicz, Stefan Lisowski, B. Ladwri.

### Wieluń
- Pomnik „Pogromcom hitleryzmu” w Wieluniu.

### Wodzisław Śląski
- Cmentarz Żołnierzy Sowieckich w Wodzisławiu Śląskim wraz z pomnikiem.

### Wrocław
- Wrocław-Krzyki. Pomnik-Mauzoleum żołnierzy radzieckich wzniesiony ku czci poległych w zaciętych walkach o Wrocław. Projekt pomnika - Łucja Skomorowska. Na cmentarzu pochowano 765 żołnierzy z 1 Frontu Ukraińskiego.

### Żagań
- Pomnik na cmentarzu jeńców wojennych antyhitlerowskiej koalicji, zamęczonych i pomordowanych przez hitlerowców w latach 1939-1945.
- Tablica na cmentarzu, gdzie spoczywają prochy kilkudziesięciu tysięcy jeńców wojennych różnych narodowości.

### Zgierz
- Pomnik Armii Czerwonej.

### Zielona Góra
- Pomnik ku czci żołnierzy 1 Frontu Ukraińskiego, biorących udział w walkach o zdobycie Zielonej Góry. Projekt pomnika - Anna Krzymańska.

### Złotów
- Pomnik ku czci żołnierzy Armii Czerwonej[36]|  | Zobacz multimedia związane z tematem: Wkroczenie Armii Czerwonej do Polski w latach 1944–1945 |